# Burnupena cincta
Burnupena cincta, tên tiếng Anh: ridged burnupena, là một loài ốc biển, là động vật thân mềm chân bụng sống ở biển trong họ Buccinidae.